# Trigastrotheca tridentata
Trigastrotheca tridentata är en stekelart som först beskrevs av Günther Enderlein 1920.  Trigastrotheca tridentata ingår i släktet Trigastrotheca och familjen bracksteklar. Inga underarter finns listade i Catalogue of Life.